# Liste der olympischen Wettkampfstätten im Reiten
Diese Liste verzeichnet alle Wettkampfstätten im Reiten bei den Olympischen Sommerspielen.
Die Liste ist sortierbar: durch Anklicken eines Spaltenkopfes wird die Liste nach dieser Spalte sortiert, zweimaliges Anklicken kehrt die Sortierung um.
| Jahr | Gastgeber      | Stadt               | Stadion                                | Disziplin                                       | Kapazität           |
| ---- | -------------- | ------------------- | -------------------------------------- | ----------------------------------------------- | ------------------- |
| 1900 | Paris          | Paris               | Place de Breteuil                      | Springreiten 00 Weitspringen 00 Hochspringen    |                     |
| 1912 | Stockholm      | Solna               | Stockholms Fältrittklubb               | Vielseitigkeit                                  |                     |
| 1912 | Stockholm      | Stockholm           | Olympiastadion                         | Springreiten Dressur Vielseitigkeit             | 33.000              |
| 1912 | Stockholm      | Stockholm           | Lindarängen                            | Vielseitigkeit                                  |                     |
| 1920 | Antwerpen      | Antwerpen           | Olympiastadion                         | Springreiten Dressur Vielseitigkeit Kunstreiten | 30.000              |
| 1920 | Antwerpen      | Kapellen            | Kapelse Poloplein                      | Vielseitigkeit                                  |                     |
| 1924 | Paris          | Colombes            | Stade Olympique de Colombes            | Springreiten Dressur Vielseitigkeit             | 60.000              |
| 1924 | Paris          | Paris               | Hippodrome d’Auteuil                   | Vielseitigkeit                                  | 8.922               |
| 1928 | Amsterdam      | Amsterdam           | Olympiastadion                         | Springreiten Vielseitigkeit                     | 33.025              |
| 1928 | Amsterdam      | Hilversum           | Gemeentelijk Sportpark Hilversum       | Dressur Vielseitigkeit                          | 4.763               |
| 1932 | Los Angeles    | Los Angeles         | Los Angeles Memorial Coliseum          | Springreiten Vielseitigkeit                     | 105.000             |
| 1932 | Los Angeles    | Los Angeles         | Riviera Country Club                   | Dressur Vielseitigkeit                          | 9.500               |
| 1936 | Berlin         | Berlin              | Olympiastadion                         | Springreiten Vielseitigkeit                     | 100.000             |
| 1936 | Berlin         | Berlin              | Maifeld                                | Dressur Vielseitigkeit                          | 75.000              |
| 1936 | Berlin         | Dallgow-Döberitz    | Truppenübungsplatz Döberitz            | Vielseitigkeit                                  |                     |
| 1948 | London         | Aldershot           | Garnison Aldershot                     | Dressur Vielseitigkeit                          |                     |
| 1948 | London         | Fleet               | Tweseldown Racecourse                  | Vielseitigkeit                                  |                     |
| 1948 | London         | London              | Empire Stadium                         | Springreiten                                    | 82.000              |
| 1952 | Helsinki       | Helsinki            | Olympiastadion                         | Springreiten                                    | 70.470              |
| 1952 | Helsinki       | Helsinki            | Pferderennbahn Tali                    | Vielseitigkeit                                  | 20.000              |
| 1952 | Helsinki       | Helsinki            | Laakson ratsastusstadion               | Vielseitigkeit                                  | 4.854               |
| 1952 | Helsinki       | Helsinki            | Ruskeasuon ratsastushalli              | Dressur Vielseitigkeit                          | 3.780               |
| 1956 | Stockholm      | Stockholm           | Olympiastadion                         | Springreiten Dressur Vielseitigkeit             | 21.000              |
| 1956 | Stockholm      | Stockholm           | Lill-Jansskogen                        | Vielseitigkeit                                  |                     |
| 1956 | Stockholm      | Solna               | Ulriksdals kapplöpningsbana            | Vielseitigkeit                                  |                     |
| 1960 | Rom            | Rom                 | Piazza di Siena                        | Springreiten Dressur Vielseitigkeit             | 15.000              |
| 1960 | Rom            | Rom                 | Stadio Olimpico                        | Springreiten                                    | 75.513              |
| 1960 | Rom            | Rom                 | Pratoni del Vivaro                     | Vielseitigkeit                                  |                     |
| 1964 | Tokio          | Tokio               | Baji Kōen                              | Springreiten Dressur Vielseitigkeit             |                     |
| 1964 | Tokio          | Karuizawa           | Karuizawa                              | Vielseitigkeit                                  | 1.524               |
| 1964 | Tokio          | Tokio               | Olympiastadion                         | Springreiten                                    | 71.556              |
| 1968 | Mexiko-Stadt   | Mexiko-Stadt        | Campo Marte                            | Springreiten Dressur                            | 7.885 4.990         |
| 1968 | Mexiko-Stadt   | Mexiko-Stadt        | Estadio Azteca                         | Springreiten                                    | 104.000             |
| 1968 | Mexiko-Stadt   | Valle de Bravo      | Club de Golf Avándaro                  | Vielseitigkeit                                  |                     |
| 1972 | München        | München             | Olympiastadion                         | Springreiten                                    | 77.000              |
| 1972 | München        | München             | Reitstadion Riem                       | Vielseitigkeit                                  | 23.000              |
| 1972 | München        | München             | Schlosspark Nymphenburg                | Dressur                                         | 8.000               |
| 1976 | Montreal       | Montreal            | Olympiastadion Montreal                | Springreiten                                    | 72.406              |
| 1976 | Montreal       | Bromont             | Centre équestre olympique              | Springreiten Dressur Vielseitigkeit             | 25.000              |
| 1980 | Moskau         | Moskau              | Bitza-Park                             | Vielseitigkeit                                  |                     |
| 1980 | Moskau         | Moskau              | Olympiastadion Luschniki               | Springreiten                                    | 91.251              |
| 1980 | Moskau         | Moskau              | Pferdesportkomplex der Gewerkschaften  | Springreiten Dressur Vielseitigkeit             | 12.000              |
| 1984 | Los Angeles    | Arcadia             | Santa Anita Park                       | Springreiten Dressur Vielseitigkeit             | 33.500              |
| 1984 | Los Angeles    | Rancho Santa Fe     | Fairbanks Ranch Country Club           | Vielseitigkeit                                  | 50.000              |
| 1988 | Seoul          | Seoul               | Olympiastadion                         | Springreiten                                    | 69.950              |
| 1988 | Seoul          | Seoul               | Wondang Horse Ranch                    | Vielseitigkeit                                  |                     |
| 1988 | Seoul          | Seoul               | Seoul Equestrian Park                  | Springreiten Dressur Vielseitigkeit             | 30.000              |
| 1992 | Barcelona      | Barcelona           | Real Club de Polo de Barcelona         | Springreiten Dressur Vielseitigkeit             | 9.600               |
| 1992 | Barcelona      | El Brull            | Club Hípico El Montanyà                | Vielseitigkeit                                  | 3.400               |
| 1996 | Atlanta        | Conyers             | Georgia International Horse Park       | Springreiten Dressur Vielseitigkeit             | 32.000              |
| 2000 | Sydney         | Sydney              | Sydney International Equestrian Centre | Springreiten Dressur Vielseitigkeit             | 50.000              |
| 2004 | Athen          | Markopoulo Mesogeas | Markopoulo Olympic Equestrian Centre   | Vielseitigkeit Springreiten Dressur             | 15.000 10.000 8.100 |
| 2008 | Peking         | Hongkong            | Reitsportzentrum Hongkong              | Springreiten Dressur Vielseitigkeit             | 18.000              |
| 2012 | London         | London              | Greenwich Park                         | Springreiten Dressur Vielseitigkeit             | 23.000              |
| 2016 | Rio de Janeiro | Rio de Janeiro      | Centro Nacional de Hipismo             | Springreiten Dressur Vielseitigkeit             | 14.000              |
| 2020 | Tokio          | Tokio               | Baji Kōen                              | Springreiten Dressur Vielseitigkeit             | 9.300               |
| 2020 | Tokio          | Tokio               | Sea Forest Cross-Country Course        | Vielseitigkeit                                  | 16.000              |

- Karte mit allen verlinkten Seiten:
- OSM |
- WikiMap